# Lijst van Tweede Kamerleden voor JA21
Een overzicht van alle Tweede Kamerleden voor JA21.
De zittende Tweede Kamerleden staan vetgedrukt, de fractievoorzitter staat eveneens schuingedrukt aangegeven.
|              | Kamerlid           | Begindatum    | Einddatum        |
| ------------ | ------------------ | ------------- | ---------------- |
|              | Joost Eerdmans     | 31 maart 2021 |                  |
|              | Derk Jan Eppink    | 31 maart 2021 | 1 september 2023 |
|              | Maarten Goudzwaard | 10 maart 2022 | 30 juni 2022     |
|              | Nicki Pouw-Verweij | 31 maart 2021 | 10 maart 2022    |
| 30 juni 2022 | 1 september 2023   |               |                  |